# Illes Lavezzi
Les Illes Lavezzi (en cors Isuli Lavezzi, en francès Îles Lavezzi) és un petit arxipèlag de la mar Mediterrània, situat al sud de l'illa de Còrsega i més concretament a l'estret de Bonifacio, el qual separa Còrsega de Sardenya. Administrativament pertany a la localitat corsa de Bonifacio i forma part de la zona protegida Les Réserves Naturelles des Bouches de Bonifacio.
L'illa Lavezzi, de 65 Ha, dona nom a tot el conjunt d'illots deshabitats, i compta amb el cementiri de les víctimes de la fragata el "Sémillante", que el 1855 va encallar a l'illa.